# Tillandsia carnosa
Tillandsia carnosa är en gräsväxtart som beskrevs av Lyman Bradford Smith. Tillandsia carnosa ingår i släktet Tillandsia och familjen Bromeliaceae.

## Underarter
Arten delas in i följande underarter:
- T. c. boliviensis
- T. c. brevistipitata
- T. c. carnosa
- T. c. longispicata